# Instituto Robert Koch
O Instituto Robert Koch é uma agência do governo federal da Alemanha e um instituto de pesquisa, responsável pelo controle e prevenção de doenças. Localizado em Berlim e em Wernigerode, o Instituto é subordinado ao Ministério da Saúde e foi fundado em 1891, levando o nome do seu fundador e primeiro diretor, o médico e bacteriologista ganhador do Nobel de Medicina, Robert Koch.